# 長滝 (泉佐野市)
長滝（ながたき）は、大阪府泉佐野市の大字。本項では同地域にかつて存在した泉南郡長滝村（ながたきむら）についても記す。

## 地理

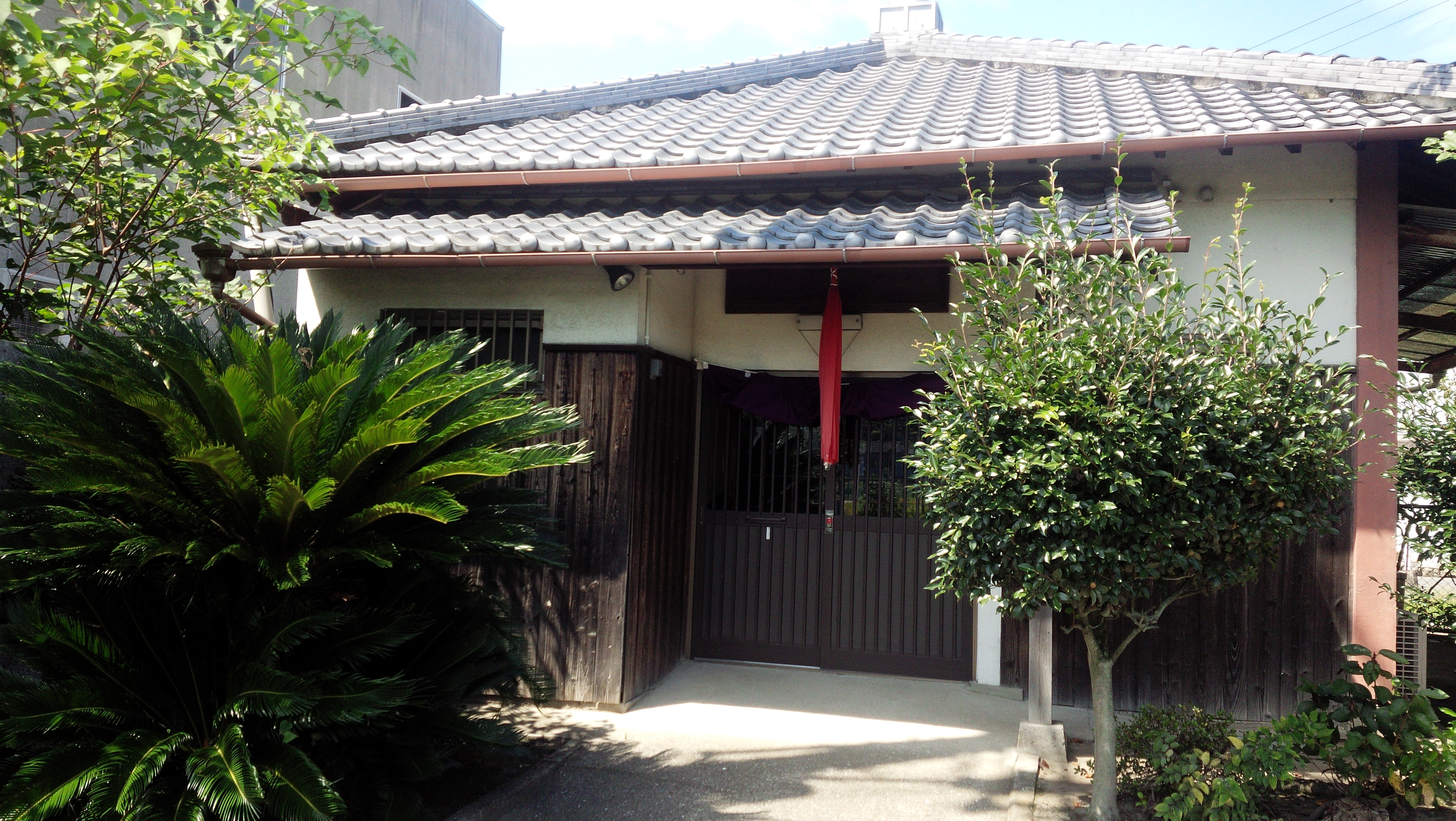
長滝飛地内の「のうぶ地蔵尊」（大阪府泉佐野市長滝3121番地）

泉佐野市中西部、阪和線長滝駅周辺、阪和線と関西空港自動車道の交点の北西一帯にあたる。東で日根野、西・南で上之郷、北で南中安松・葵町に接する。泉南市との境界に近いが、わずかに上之郷が細く伸びているため同市とは接していない。
南部を阪和線と大阪府道30号大阪和泉泉南線、北端を和歌山県道・大阪府道64号和歌山貝塚線が横断し、東部を関西空港線・関西空港自動車道・国道481号、西部を大阪府道248号日根野羽倉崎線が縦断する。大字上之郷の区域内にある「のうぶ地蔵尊」が飛地となっている。

### 河川
- 樫井川（ただし河川敷は上之郷に属する）

### 池
- 貝ノ池
- 穂波池
- 植田池
- 丹生（にぶ、みぶ）池
- 九踏（くぐつ、こもつ）池

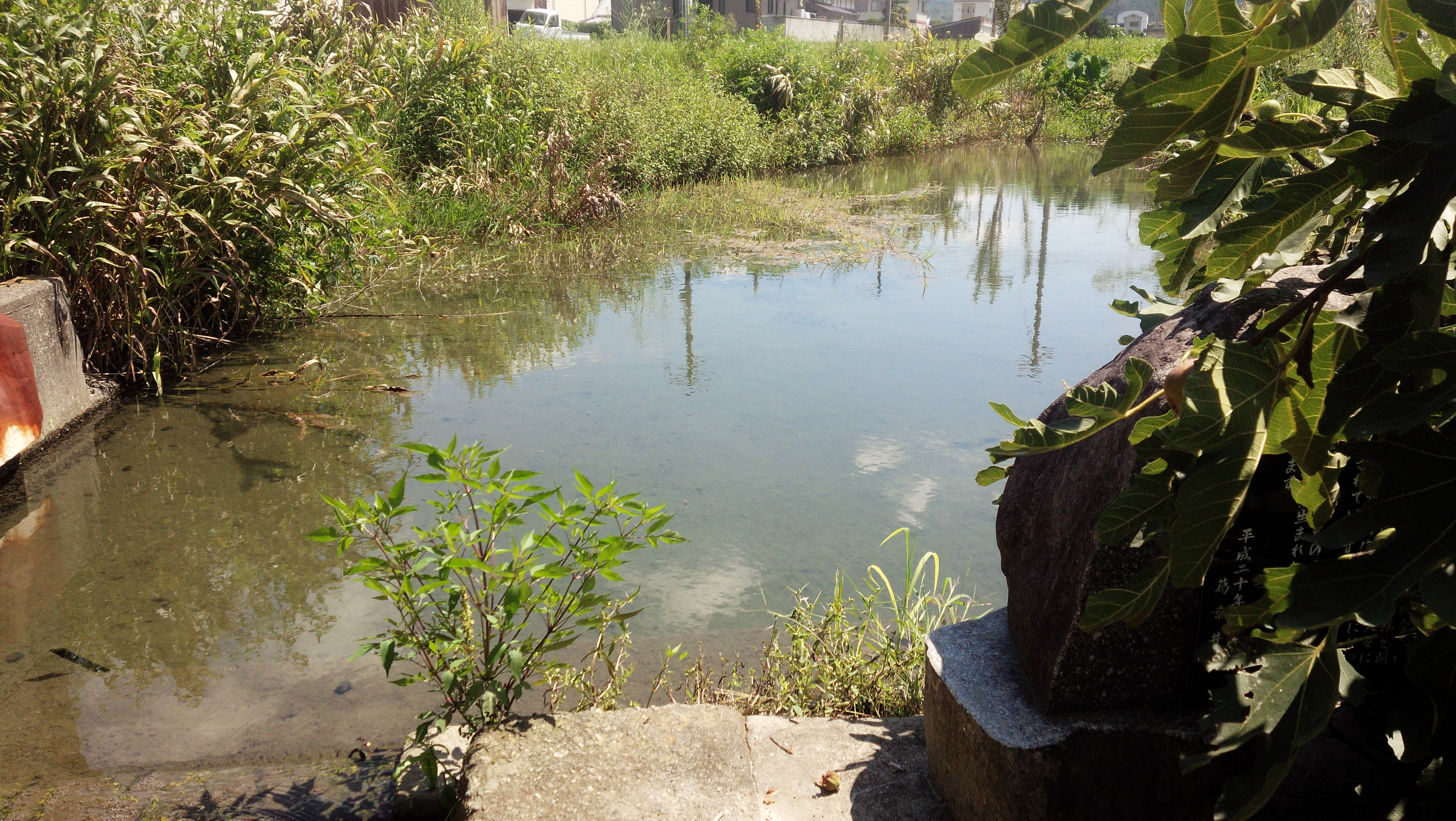
「長滝」の名の起こりとされる湧水池「葛葉井の淵」

九踏池のすぐ山側には、「長滝」の地名の起源とされる「葛葉井（くずはい、くずわい、くずわえ）の淵」と呼ばれる湧水池がある。犬鳴山二の滝から投げ込まれた葛の葉が、一夜かけてここから湧水とともに現れ出たために「二余里の長き滝の如し」と言われたと伝わる。

## 小字
東の番、中の番、西の番、泉佐野長滝住宅、長滝第一住宅

## 歴史

### 沿革
- 幕末時点では日根郡長滝村であった。岸和田藩領。
- 1871年（明治4年）
  - 7月14日 - 廃藩置県により岸和田県の管轄となる。
  - 11月22日 - 第1次府県統合により堺県の管轄となる。
- 1881年（明治14年）2月7日 - 第2次府県統合により大阪府の管轄となる。
- 1889年（明治22年）4月1日 - 町村制の施行により、長滝村が単独で自治体として発足。
- 1896年（明治29年）4月1日 - 所属郡が泉南郡に変更。
- 1954年（昭和29年）4月1日 - 長滝村が泉佐野市に編入。同日長滝村廃止。同市大字長滝となる。

## 世帯数と人口
2020年（令和2年）4月30日現在（泉佐野市発表）の世帯数と人口は以下の通りである。
| 小字           | 世帯数    | 人口    |
| -------------- | --------- | ------- |
| 東の番         | 1,019世帯 | 2,381人 |
| 中の番         | 502世帯   | 1,182人 |
| 西の番         | 623世帯   | 1,508人 |
| 泉佐野長滝住宅 | 293世帯   | 538人   |
| 長滝第一住宅   | 195世帯   | 372人   |
| 計             | 2,632世帯 | 5,981人 |

### 人口の変遷
国勢調査による人口の推移。
| 1995年（平成7年）  | 7,231人 | [ 5 ] |  |
| 2000年（平成12年） | 7,532人 | [ 6 ] |  |
| 2005年（平成17年） | 7,559人 | [ 7 ] |  |
| 2010年（平成22年） | 7,560人 | [ 8 ] |  |
| 2015年（平成27年） | 7,280人 | [ 9 ] |  |

### 世帯数の変遷
国勢調査による世帯数の推移。
| 1995年（平成7年）  | 2,165世帯 | [ 5 ] |  |
| 2000年（平成12年） | 2,357世帯 | [ 6 ] |  |
| 2005年（平成17年） | 2,524世帯 | [ 7 ] |  |
| 2010年（平成22年） | 2,703世帯 | [ 8 ] |  |
| 2015年（平成27年） | 2,726世帯 | [ 9 ] |  |

## 学区
市立小・中学校に通う場合、学区は以下の通りとなる（2020年5月時点）。
| 番・番地等 | 小学校               | 中学校               | 選択可能校                                | 調整区域となる地域   |
| ---------- | -------------------- | -------------------- | ----------------------------------------- | -------------------- |
| 全域       | 泉佐野市立末広小学校 | 泉佐野市立佐野中学校 | 泉佐野市立長南小学校 泉佐野市立長南中学校 | 府営長滝第一住宅周辺 |

## 事業所
2016年（平成28年）現在の経済センサス調査による事業所数と従業員数は以下の通りである。
| 大字 | 事業所数  | 従業員数 |
| ---- | --------- | -------- |
| 長滝 | 278事業所 | 2,038人  |

## 交通

### 路線
西日本旅客鉄道
- 阪和線 - 長滝駅が設置されている。
- 関西空港線 - 区域内を通過するが、駅は所在しない。

### バス
いずみさのコミュニティバス
- 中回り
  - 泉佐野駅前 - 泉佐野保健所 - 井原里駅筋 - りんくう総合医療センター - 羽倉崎駅前 - 府営長滝第一住宅 - 日根野駅筋 - 泉佐野市役所前 - 健康増進センター - 泉佐野駅前
- 南回り
  - 泉佐野駅前 - 泉佐野市役所前 - 日根野駅前 - 長滝駅前 - 蟻通神社前 - 明治大橋 - 健康増進センター - 羽倉崎駅前 - りんくう総合医療センター - 泉佐野駅前

### 道路
- 関西空港自動車道
- 国道481号
- 大阪府道30号大阪和泉泉南線
- 和歌山県道・大阪府道64号和歌山貝塚線
- 大阪府道248号日根野羽倉崎線

## 施設

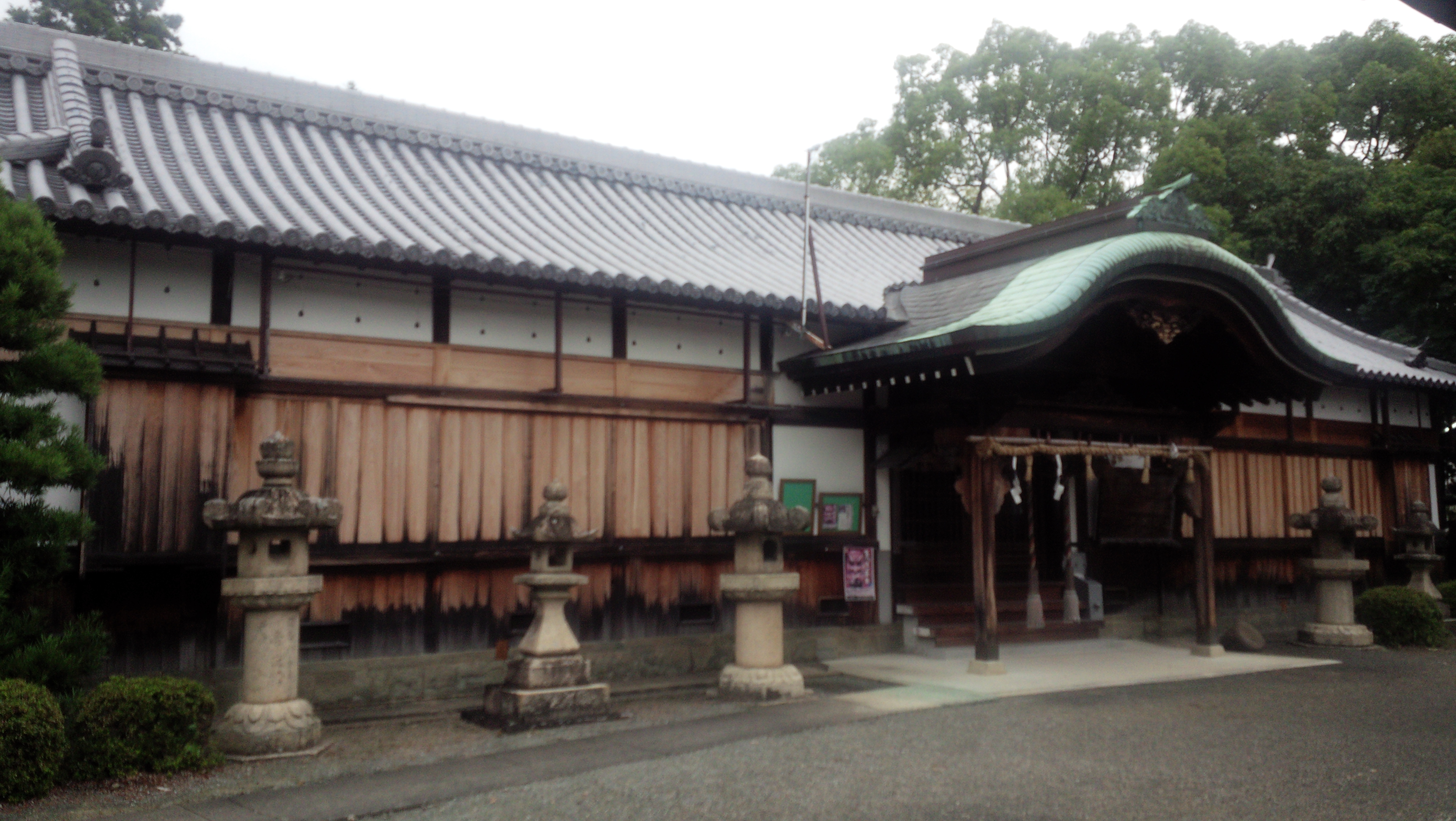
蟻通神社拝殿（登録有形文化財）

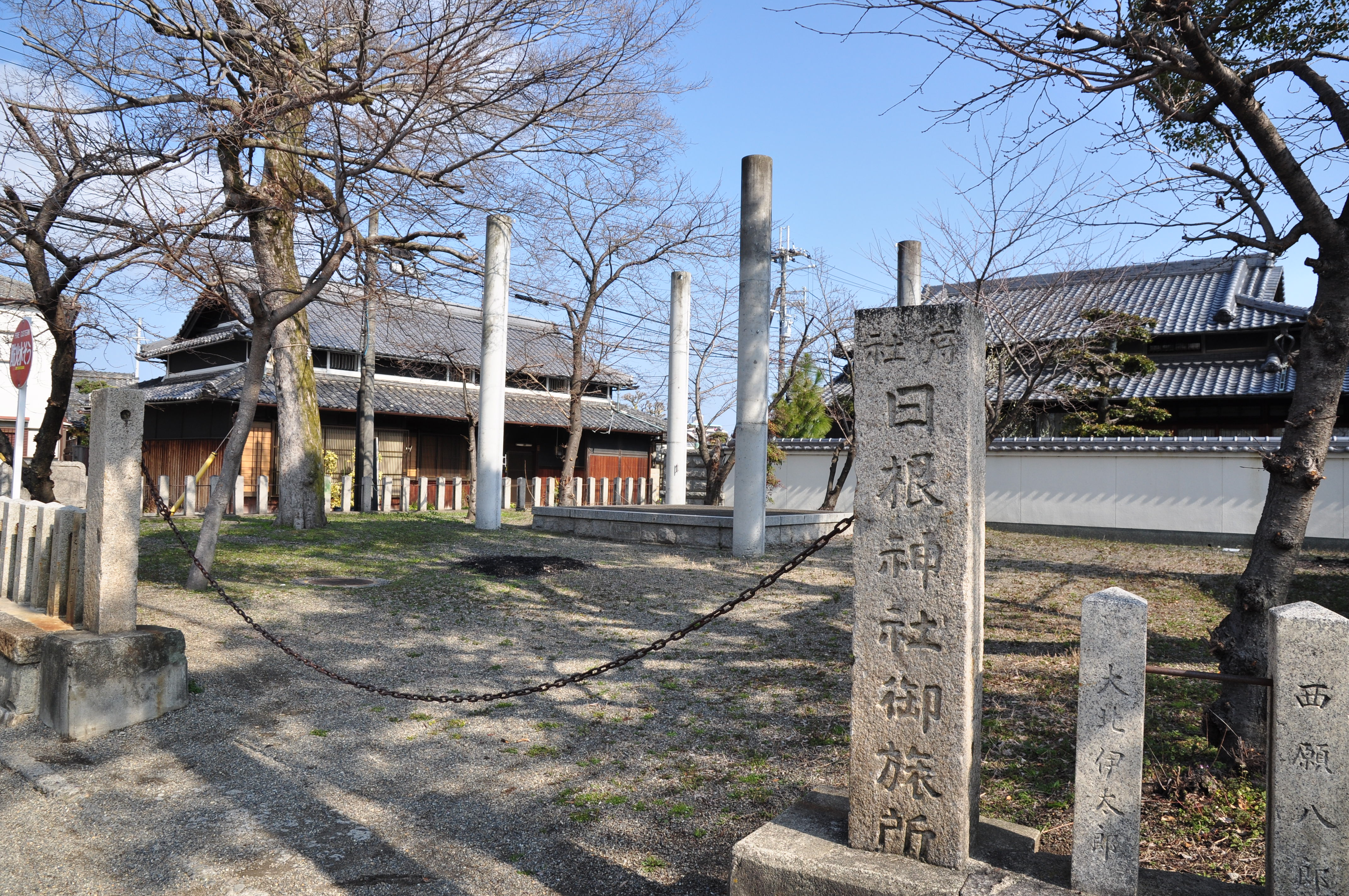
日根神社御旅所

- 西日本旅客鉄道近畿統括本部 吹田総合車両所日根野支所（敷地の一部のみ）
- 泉佐野市立長南小学校
- 泉佐野市立はるか子ども園
- あおい保育園
- 中ノ番町内会館青年会館
- 泉佐野長滝住宅
- 大阪府営長滝第一住宅
- 蟻通神社
- 日根神社（日根野にある日根神社とは別。ただし同神社の御旅所が長滝地内に存在する）
- 中之宮神社
- 天野神社
- 妙積院
- 清福寺
- 永福寺
- 明福寺
- 光瀧寺
- のうぶ地蔵尊
- 南無地蔵尊
- 極楽廃寺庵堂（鎌倉時代の作と伝わる行基木像を安置）
- 禅興廃寺地蔵堂（建武年間作と伝わる阿弥陀如来石像を安置）

## その他

### 日本郵便
- 郵便番号 : 598-0034[3]（集配局：泉佐野郵便局[12]）。